# 1505 Корана
1505 Koranna је астероид главног астероидног појаса. Приближан пречник астероида је 20,88 ,
а средња удаљеност астероида од Сунца износи 2,662 астрономских јединица (АЈ).
Инклинација (нагиб) орбите у односу на раван еклиптике је 14,448 степени, а орбитални период износи 1586,793 дана (4,344 године). Ексцентрицитет орбите астероида износи 0,131.
Апсолутна магнитуда астероида износи 11,60 а геометријски албедо 0,092.
Астероид је откривен 21. априла 1939. године.